# Hallomenus axillaris
Hallomenus axillaris is een keversoort uit de familie winterkevers (Tetratomidae). De wetenschappelijke naam van de soort werd in 1807 gepubliceerd door Johann Karl Wilhelm Illiger.